# Docteur-ingénieur
 (janvier 2024).
Ne doit pas être confondu avec [[:dr. ing.]].
Le Doktoringenieur (acronyme Dr.-Ing., également Doktor der Ingenieurwissenschaften ) est le doctorat en ingénierie allemand, comparable au docteur en ingénierie, docteur en sciences (ingénierie), docteur en sciences (technologie) ou un Doctorat en architecture.
Ce diplôme a été délivré pour la première fois en 1899, dans le cadre du centenaire de l'Université technique de Berlin, aux instituts technologiques prussiens. Les autres Länder allemands l'ont adopté dans les années suivantes. 
Contrairement aux autres doctorats historiques (par exemple Dr. phil., Dr. iur. ou Dr. med. ), le Doktoringenieur n'était pas intitulé en latin mais en allemand et donc écrit avec un tiret (Dr.-Ing.).
Dans le domaine des mathématiques, de l'informatique et des sciences naturelles, certaines universités offrent le choix entre Dr.-Ing. et le Dr rer. nat. (Doctor rerum naturalium) basé sur l’objectif principal de la thèse. Si les contributions se concentrent un peu plus sur l'ingénierie scientifique appliquée, un Dr.-Ing. est donné, tandis qu'un Dr rer. nat. est préférable si la thèse contient des contributions scientifiques plus théoriques. 
Un doctorat allemand est généralement un doctorat de recherche et est délivré dans le cadre de la promotion qui nécessite également une thèse.
Nota : Il ne faut pas le confondre avec un double titre universitaire néerlandais dr. ing., indiquant que l'on est titulaire à la fois d'un doctorat de recherche (dr.) d'une université et d'un diplôme d'ingénieur (ing.) d'une école polytechnique néerlandaise (c'est-à-dire Hogeschool).

## Voir également
- Dr rer. nat.